# Run Vibes

Run Vibes est une émission de télévision musicale française animée par Rodee Cox sur Télé Réunion, chaîne de l'île de La Réunion.
L'émission est diffusée depuis 2005 sur la chaîne Télé Réunion ainsi que sur le câble et le satellite. Il s'agit de la seule émission réunionnaise consacrée à la culture hip-hop, au Rap, au Reggae, au Dancehall, au break dance, à la musique réunionnaise. Elle a donné lieu à des participations d'artistes nationaux et internationaux.

## Générique
- Année : 2005-2009
- Horaire : 16h50 - 17h25
- Chaine : Réunion 1ère
- Producteur : Réunion 1ère
- Animé par : Rodee Cox
- Langue : Français et créole réunionnais

## Historique
En 2005, Le groupe de rap Futur Crew est intervenant sur le générique de Run Vibes.